# Turanogryllus wahrmani
Turanogryllus wahrmani är en insektsart som först beskrevs av Lucien Chopard 1963.  Turanogryllus wahrmani ingår i släktet Turanogryllus och familjen syrsor. Inga underarter finns listade i Catalogue of Life.